# Lluís Sedó i Guichard
Lluís Sedó i Guichard   (Madrid, 1873 - Barcelona, 1952) fou un empresari i polític català, fill d'Antoni Sedó Pàmies.

## Biografia
S'encarregà de la fàbrica cotonera de la seva família a Esparreguera, Manufactures Sedó. Fou elegit diputat pel Partit Conservador pel districte de Sant Feliu de Llobregat a les eleccions generals espanyoles de 1899. Posteriorment defensà els interessos econòmics de la Lliga Regionalista i el 1912 fou assessor econòmic de José Canalejas i Méndez. Participà en les comissions parlamentàries i extraparlamentàries per a l'estudi del futur estatut d'autonomia de Catalunya de 1913 i 1918. Després de la vaga general de 1917 fou un dels empresaris que va promoure la Comissió Mixta per a la resolució dels problemes socials de Barcelona el 1919. En aquest aspecte, Sedó segurament representa el sector més democràtic de la patronal catalana d'inicis del segle xx.
També fou president de Foment del Treball Nacional el 1911 (fou secretari el 1901), de la Cambra Oficial de Comerç, Indústria i Navegació de Barcelona (1912-1914 i 1918-1921), senador (1914-1922) i governador del Banc d'Espanya d'agost de 1921 a març de 1922 per iniciativa de l'aleshores ministre de finances Francesc Cambó. Participà en l'elaboració de la llei d'Ordenació Bancària.

## Obres[7]
- Expansión comercial en Marruecos (1909)
- Actuación de las Corporaciones económicas en el problema de las aguas (1912)

## Fons documental de la Família Sedó
L'Arxiu Històric de la Ciutat de Barcelona conserva la documentació de les activitats econòmiques i polítiques de la Família Sedó, entre 1868 i 1975. El fons inclou, entre d'altres, documents polítics i correspondència d'Antoni Sedó i Pàmies; discursos i correspondència de Lluís Sedó i Guichard; i discursos, conferències, articles de premsa i correspondència d'Alfredo Sedó Peris Mencheta. També forma part del fons un seguit de documents vinculats a l'empresa familiar Manufactures Sedó, S.A. (1890-1963).